# Planificación e ingeniería del transporte en bicicleta

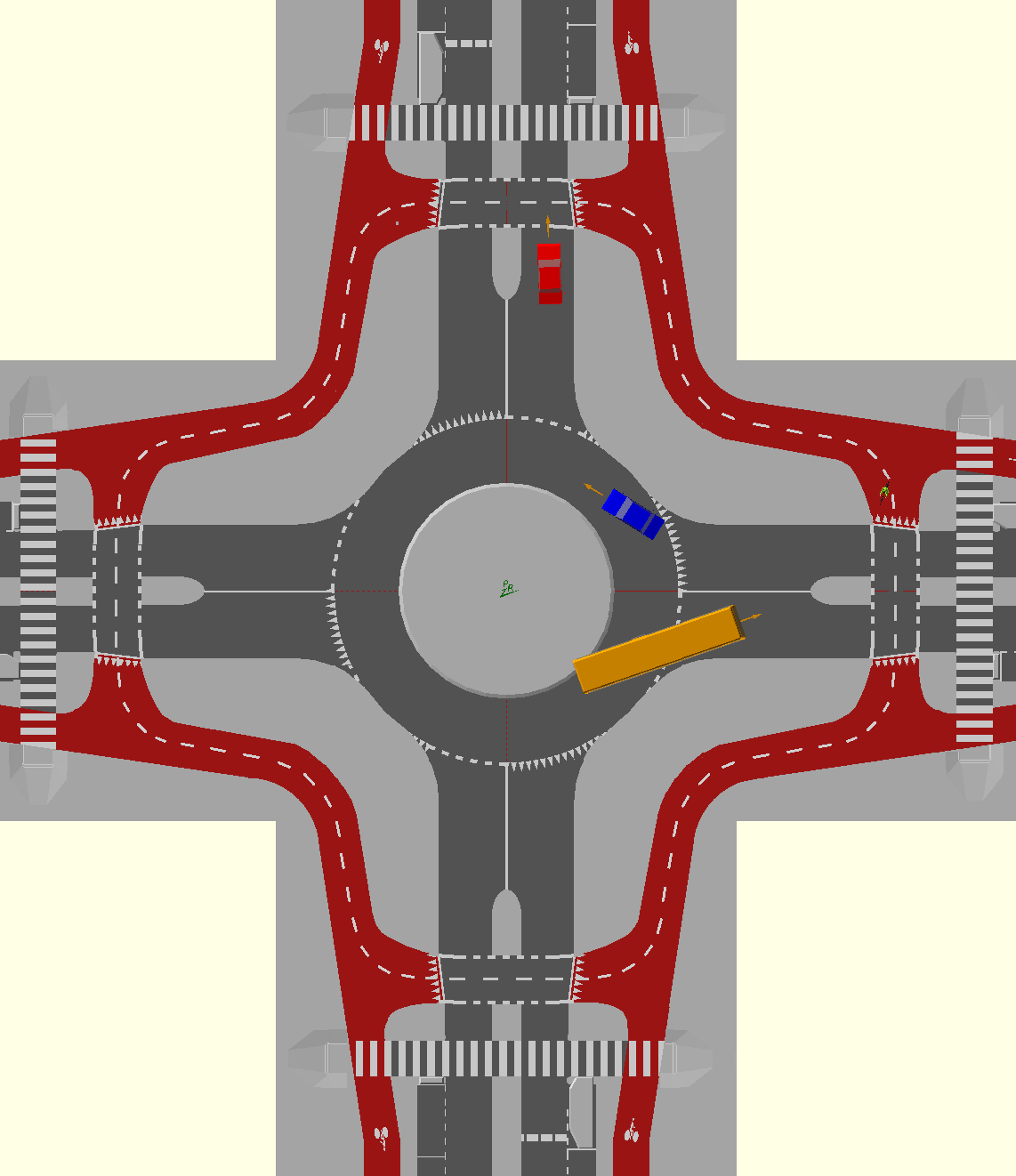
Intersección protegida

LaPlanificación e ingeniería del transporte en bicicleta son las disciplinas relacionadas con la ingeniería del transporte y su  planificación relativas a la bicicleta como modo de transporte y el estudio, diseño e implementación concomitantes de la infraestructura ciclista. Incluye el estudio y el diseño de instalaciones de transporte exclusivas para ciclistas (por ejemplo, carriles exclusivos para ciclistas), así como entornos de modo mixto (es decir, en los que los ciclistas comparten carreteras y carriles con el tráfico rodado y peatonal) y el modo en que ambos ejemplos pueden funcionar de forma segura. En jurisdicciones como la de Estados Unidos suele practicarse junto con la planificación para peatones como parte de la planificación del transporte activo.

## Redes, señalización y mapas
La mayoría de las redes nacionales de rutas ciclistas tienen rutas de larga distancia con nombre, como las autopistas. Sin embargo, la red ciclista de nodos numerados internacional tiene un diseño modular que permite rutas arbitrarias utilizando una señalización sencilla. Ambas pretenden minimizar el uso de mapas con abundante señalización.
Las redes ciclistas de rutas pueden desarrollarse en coordinación con mapas ciclistas. La coordinación puede ser local o nacional (la red de nodos numerados tiene una coordinación nacional en algunos países y local en otros).

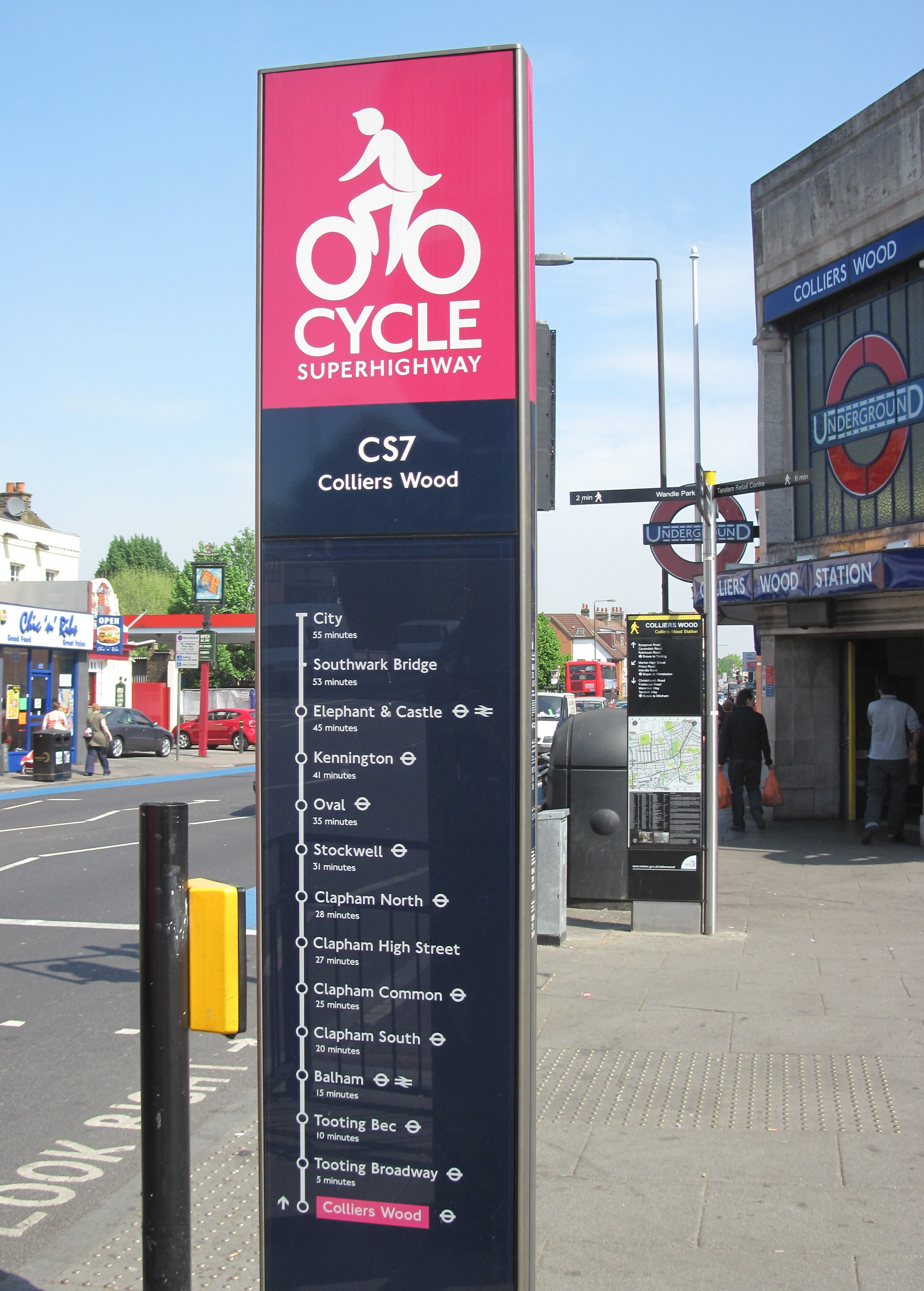
Punto de partida de la Supercarretera Ciclista CS7 en Colliers Wood Estación de metro
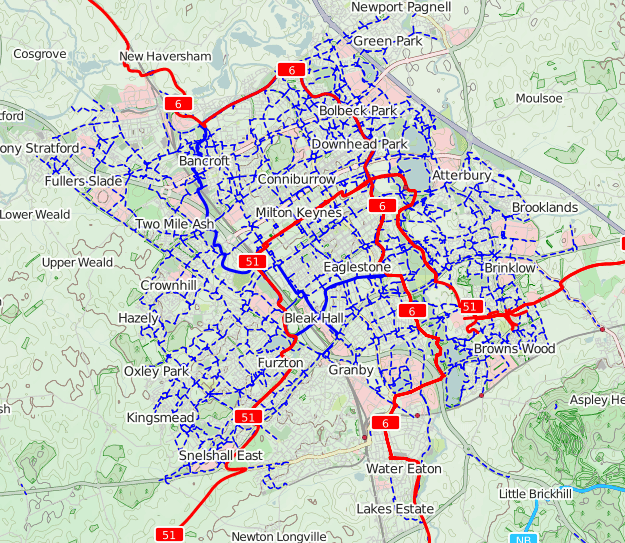
Red de carriles bici en Milton Keynes. Las rutas NCR 6 y 51 están resaltadas en rojo. En 1970, en el Reino Unido, la Milton Keynes Development Corporation elaboró el "Plan director para Milton Keynes".
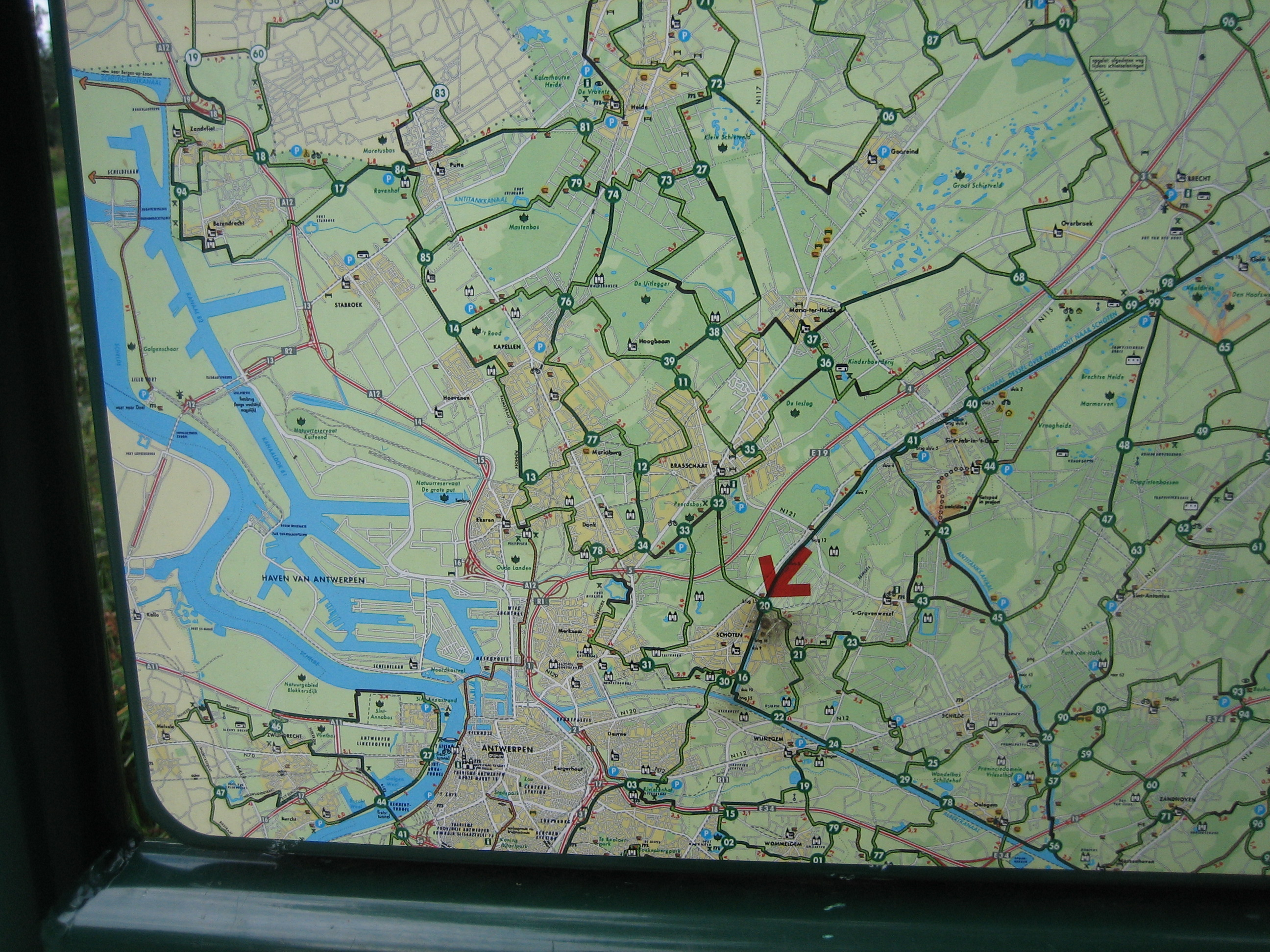
Un mapa localizador de la red ciclista de nodos numerados, en el nodo 20 de Schoten, cerca de Amberes. Cada intersección está marcada con un círculo numerado; cualquier ruta a través de la red puede representarse como una cadena de números.

## Carreteras para bicicletas
Algunos ejemplos de los tipos de carriles bici que son competencia de los ingenieros de transporte en bicicleta son infraestructura parcialmente segregada en la calzada], como carriles bici, carriles bici con amortiguación; infraestructura segregada físicamente en la calzada, como carriles bici. carriles bici con su propio derecho de paso; e instalaciones compartidas, como bulevares para bicicletas, carril bicis con su propio derecho de paso; Carril bici con su propio derecho de paso; e instalaciones compartidas como bulevares para bicicletas, marcas de carril compartido, carril bici consultivo, arcenes, carriles exteriores anchos, esquemas de calle compartida y cualquier vía con acceso legal para bicicletas.

### En carretera
Las directrices de la NACTO establecen que "la anchura deseada para un carril bici debe ser de 1,5 m". En zonas con un gran volumen de ciclistas o en tramos cuesta arriba, la anchura deseada debería ser de 7 pies (2,1 m)".
La anchura estándar CROW para carriles bici unidireccionales en los Países Bajos es de un mínimo de 2,5 m (8'). Para uso bidireccional, el mínimo es de 3,5 m (11').

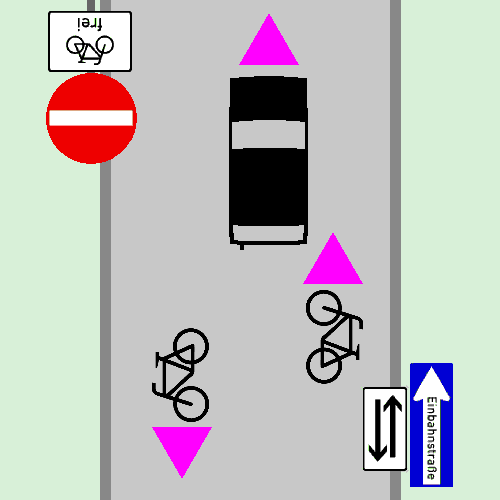
Calle de sentido único con ciclismo compartido en ambos sentidos
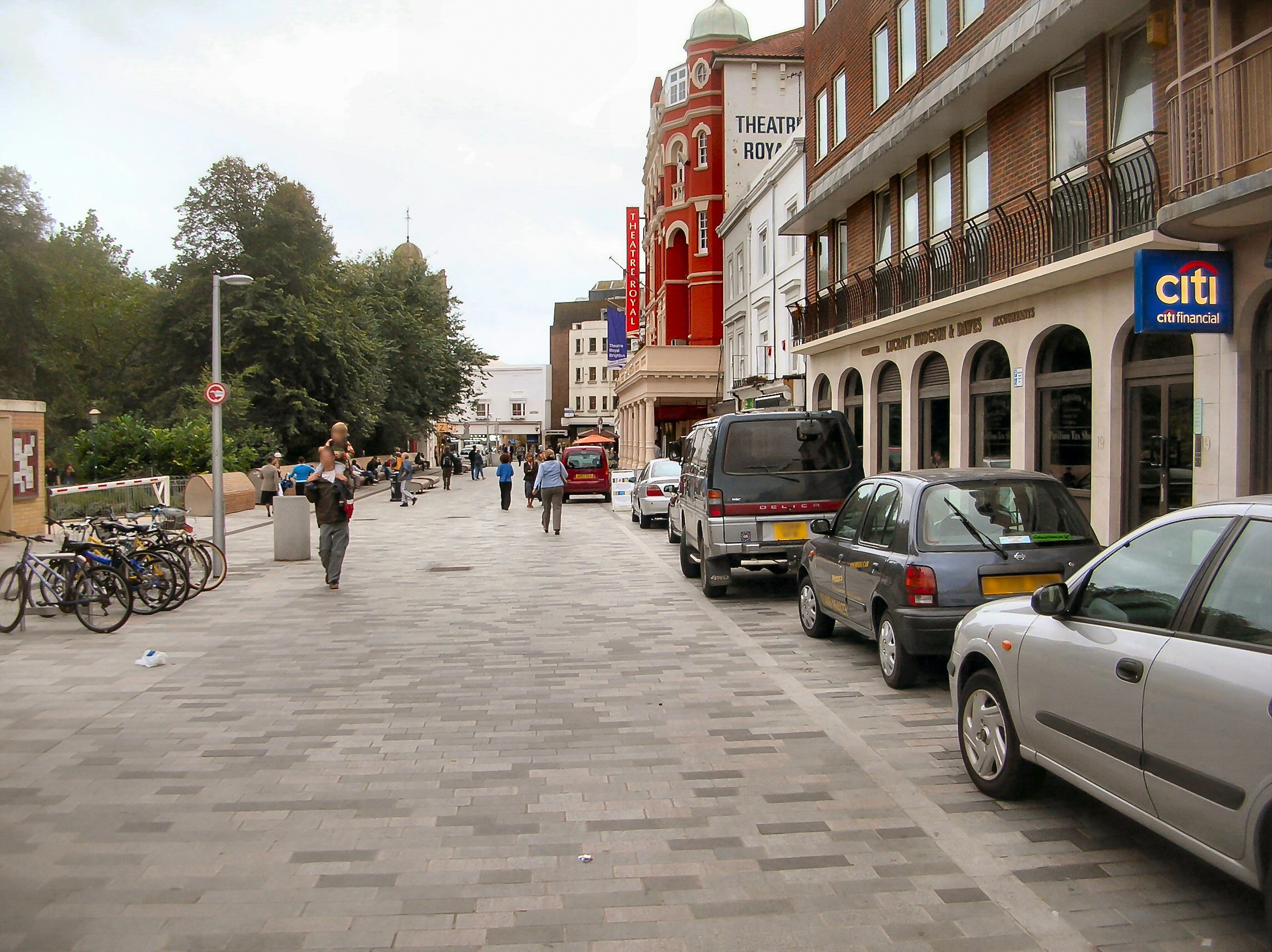
Paisaje urbano en el que todos los modos de desplazamiento (peatones, ciclistas y automovilistas) comparten la calzada
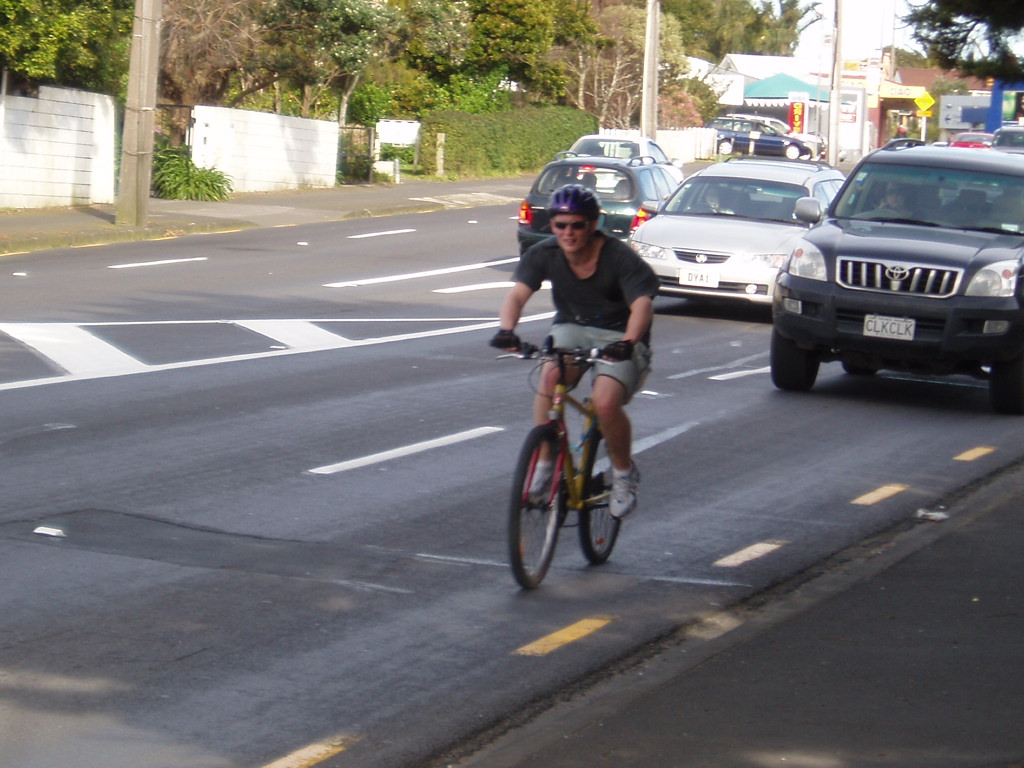
Paisaje urbano en el que ciclistas y automovilistas comparten la calzada

- Bulevar ciclista
- Carril bici y bus compartido

#### Parcialmente segregado

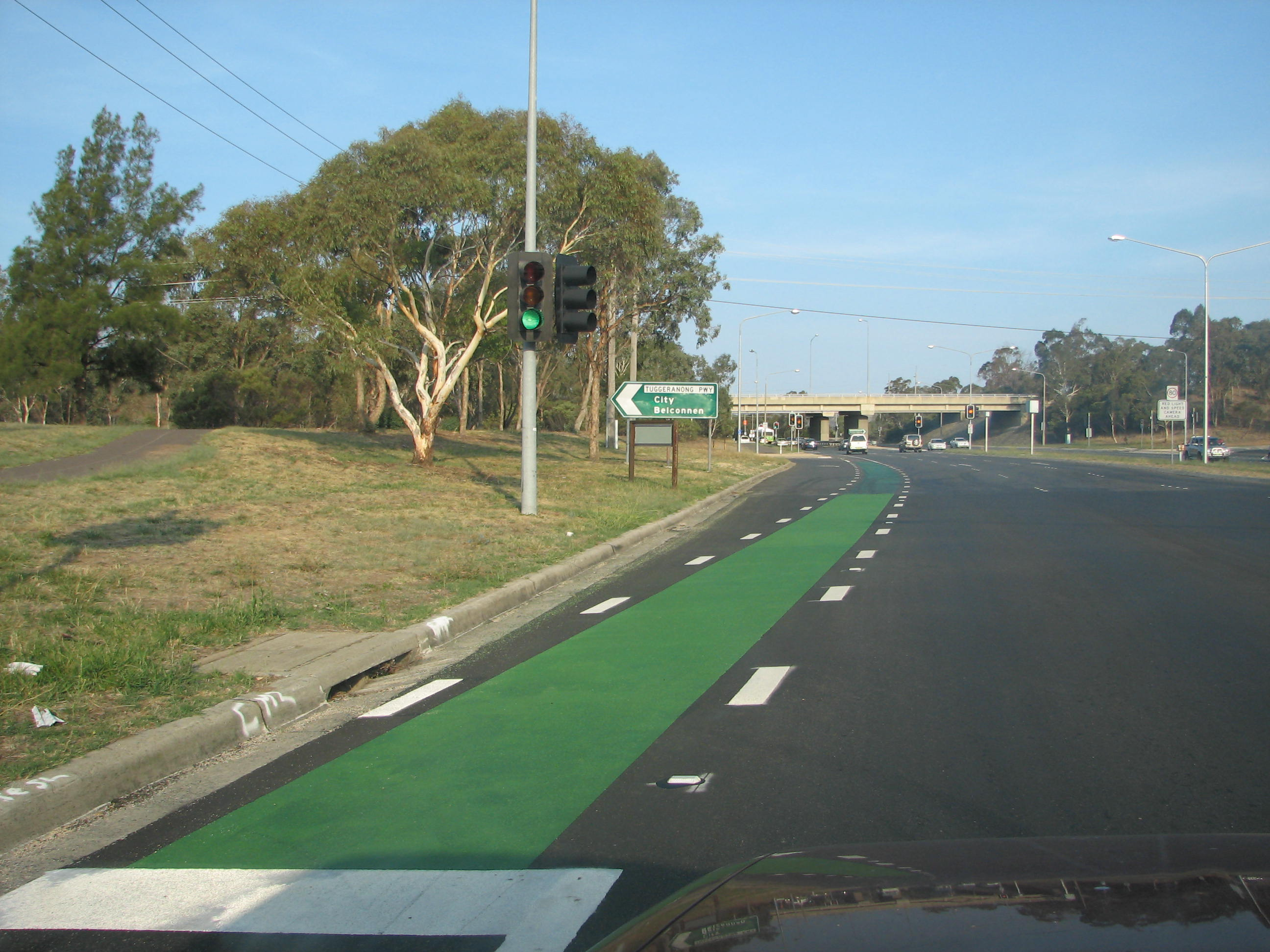
Paisaje urbano con instalaciones exclusivas para bicicletas junto al resto del tráfico

- Carril bici
- Señalización de carril compartido

#### Segregados

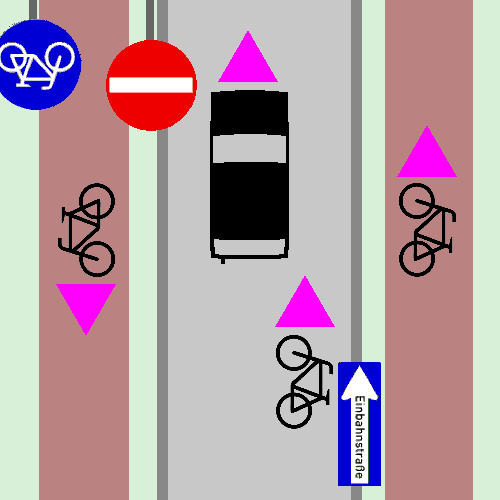
Calle de sentido único con carril bici de doble sentido y calzada compartida
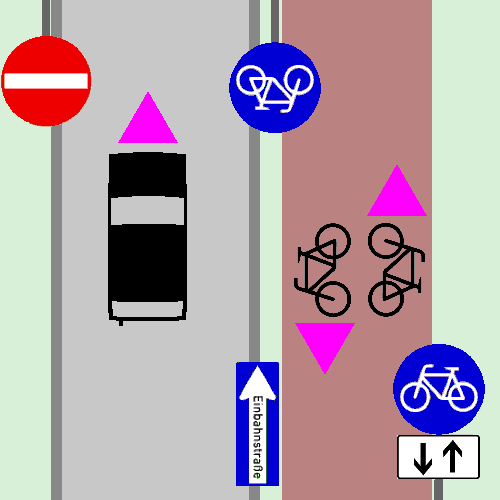
Calle de sentido único con carril bici de doble sentido a la derecha
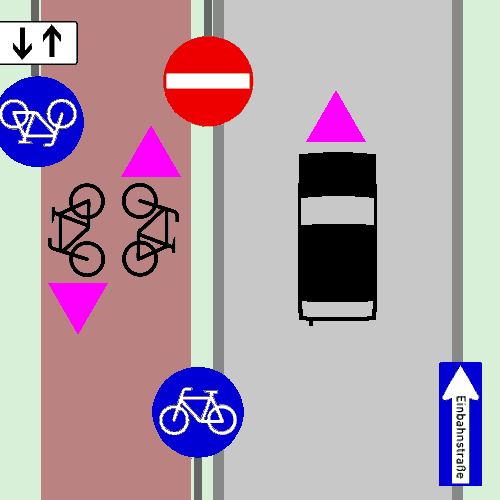
Calle de sentido único con carril bici de doble sentido a la izquierda
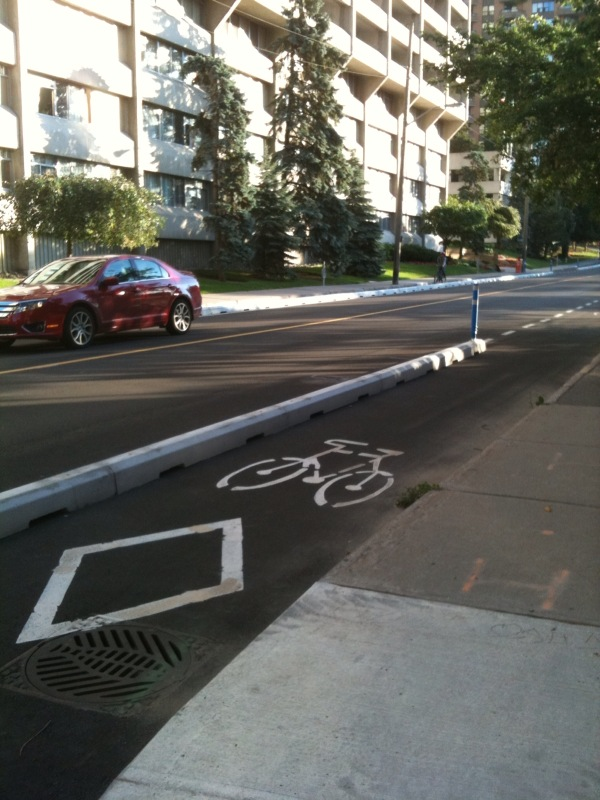
Carril bici con barreras de hormigón en el centro de Ottawa, Ontario, Canadá en Laurier Avenue en 2011.
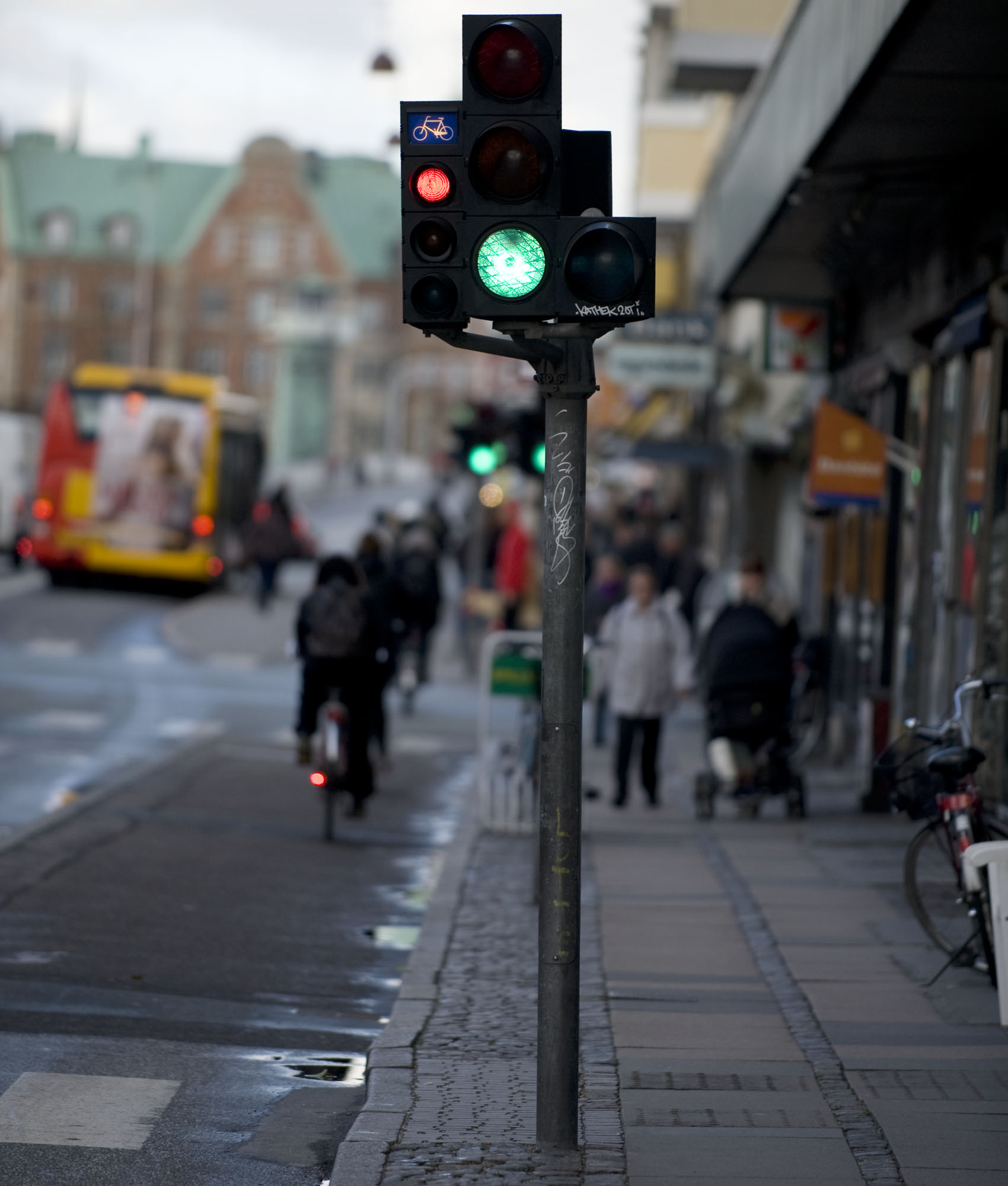
Semáforo separado para automóviles y bicicletas en carril bici en Dinamarca
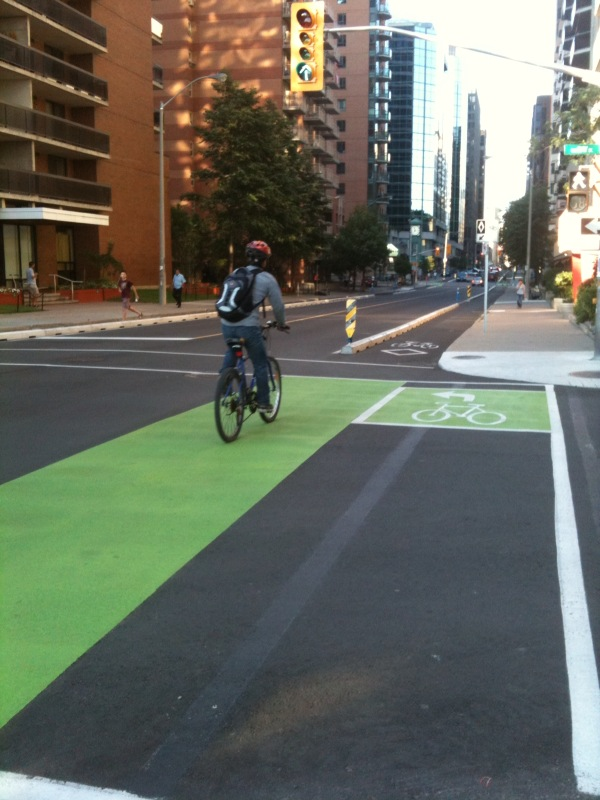
Carril bici con carriles verdes atravesando intersección en Ottawa, Ontario, Canadá (también en Laurier) en 2011.

- Carril bici

##### Barreras
Las barreras pueden ser postes de control del tráfico rodado, bordillo elevados o Barrera de contención.

### Fuera de carretera

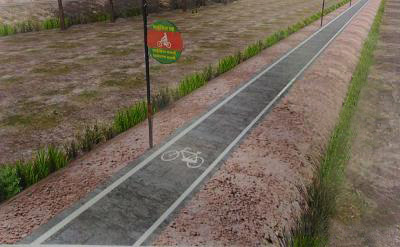
207 km (128,6 mi) long cycle highway between Etawah and Agra in India
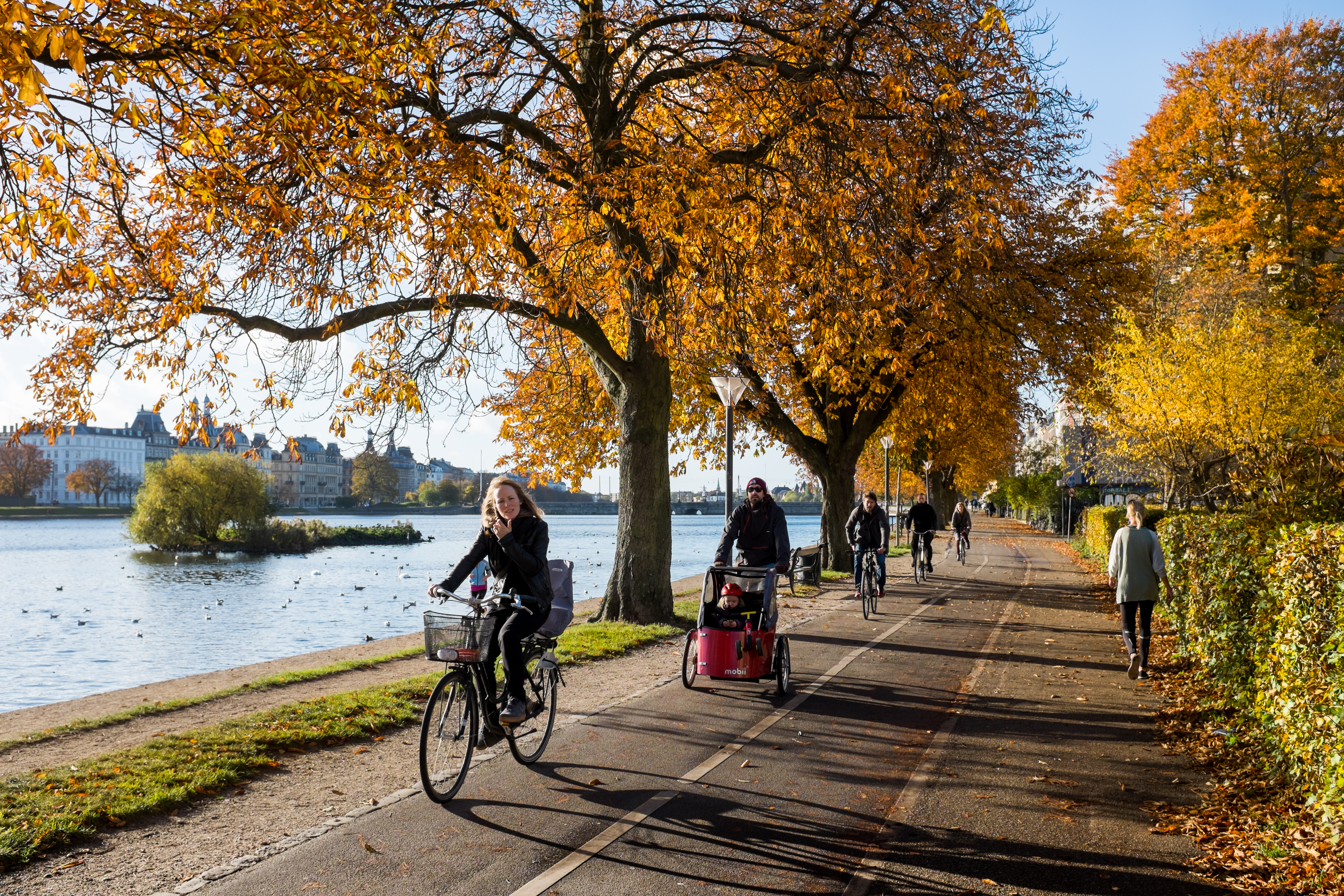
Copenhagen, Dinamarca

- Ciclovia
- Vía verde

### Autopista ciclista

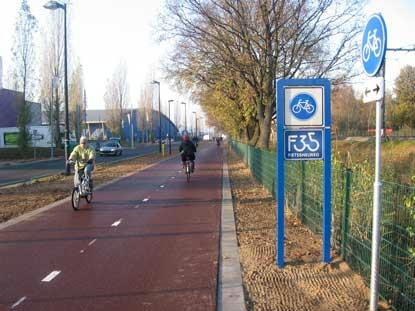
La autopista ciclista F35 en Enschede.

- Bicipista

## Intersecciones y señales

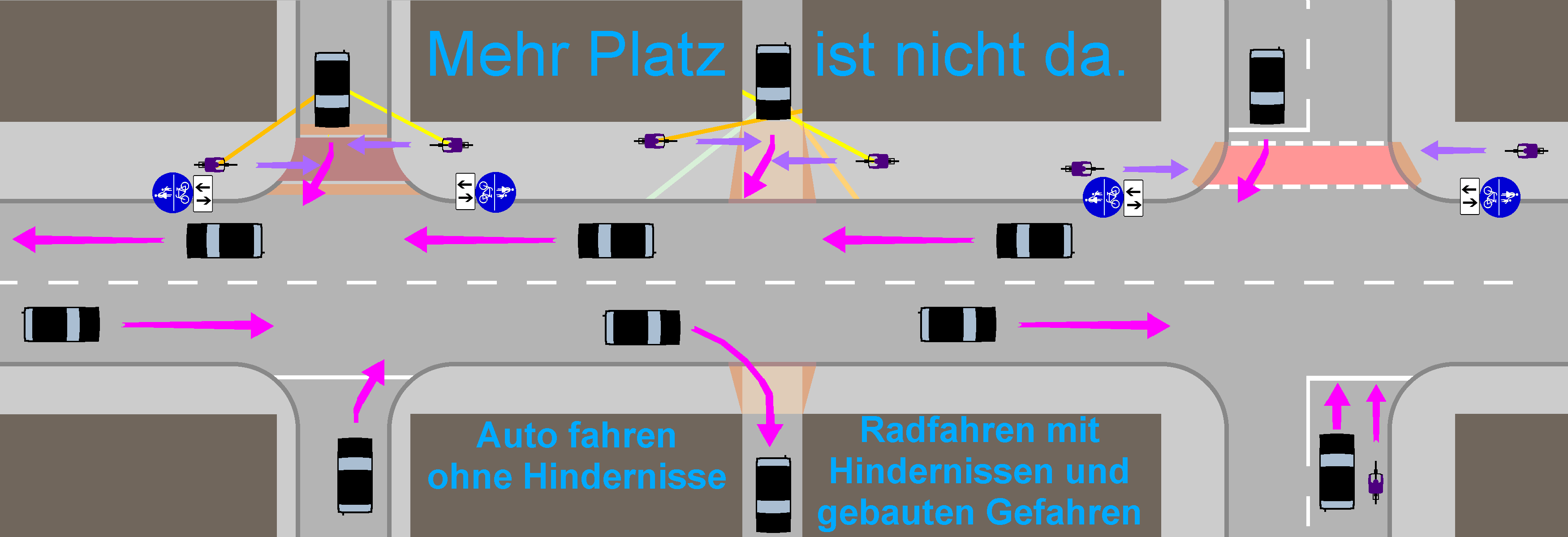
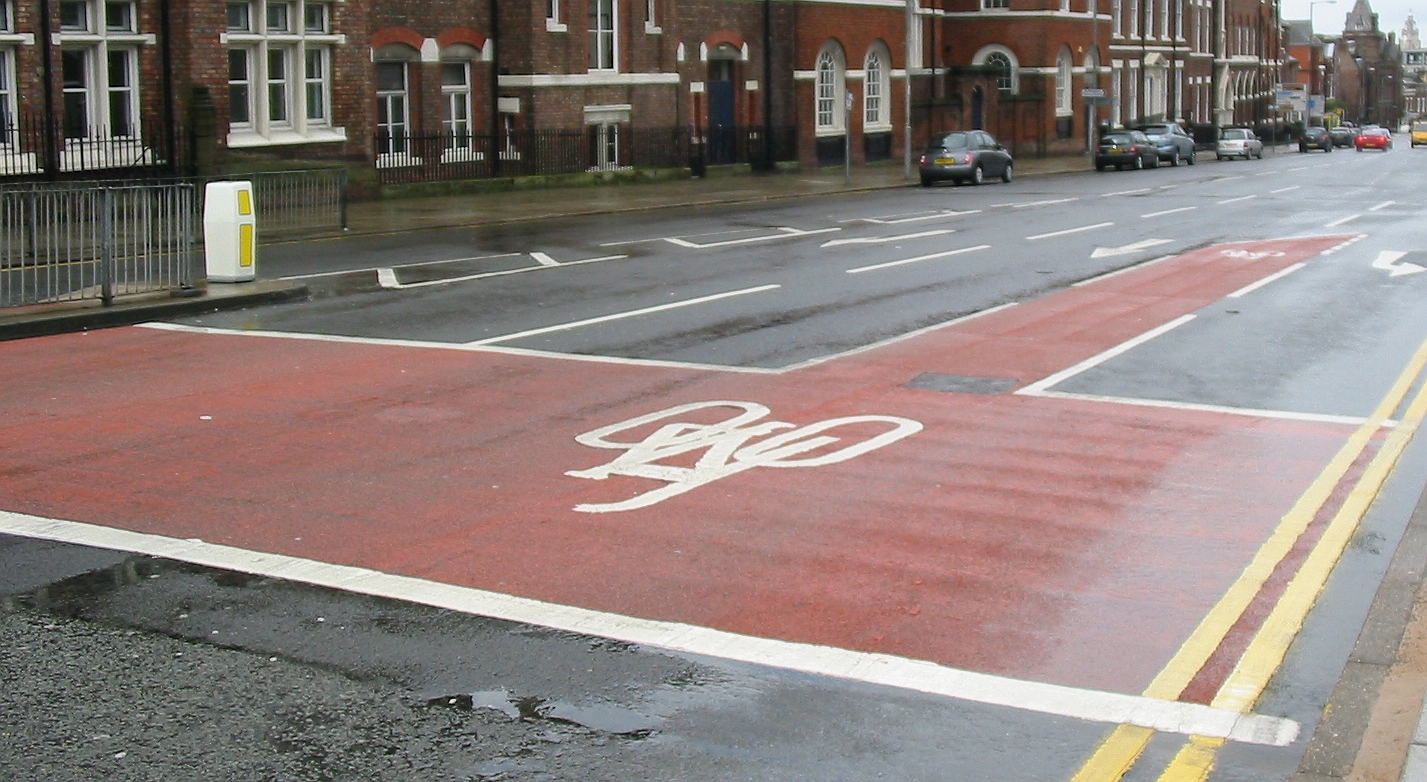
Línea de parada avanzada, Liverpool, Reino Unido
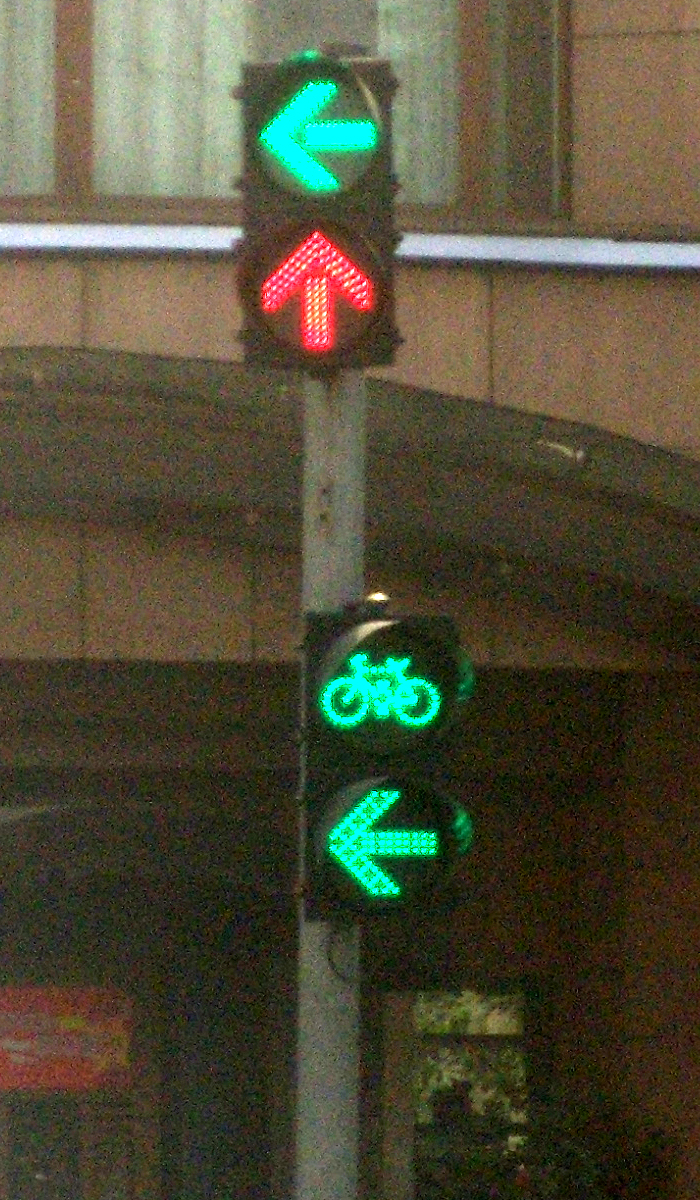
Señalización para ciclistas en China
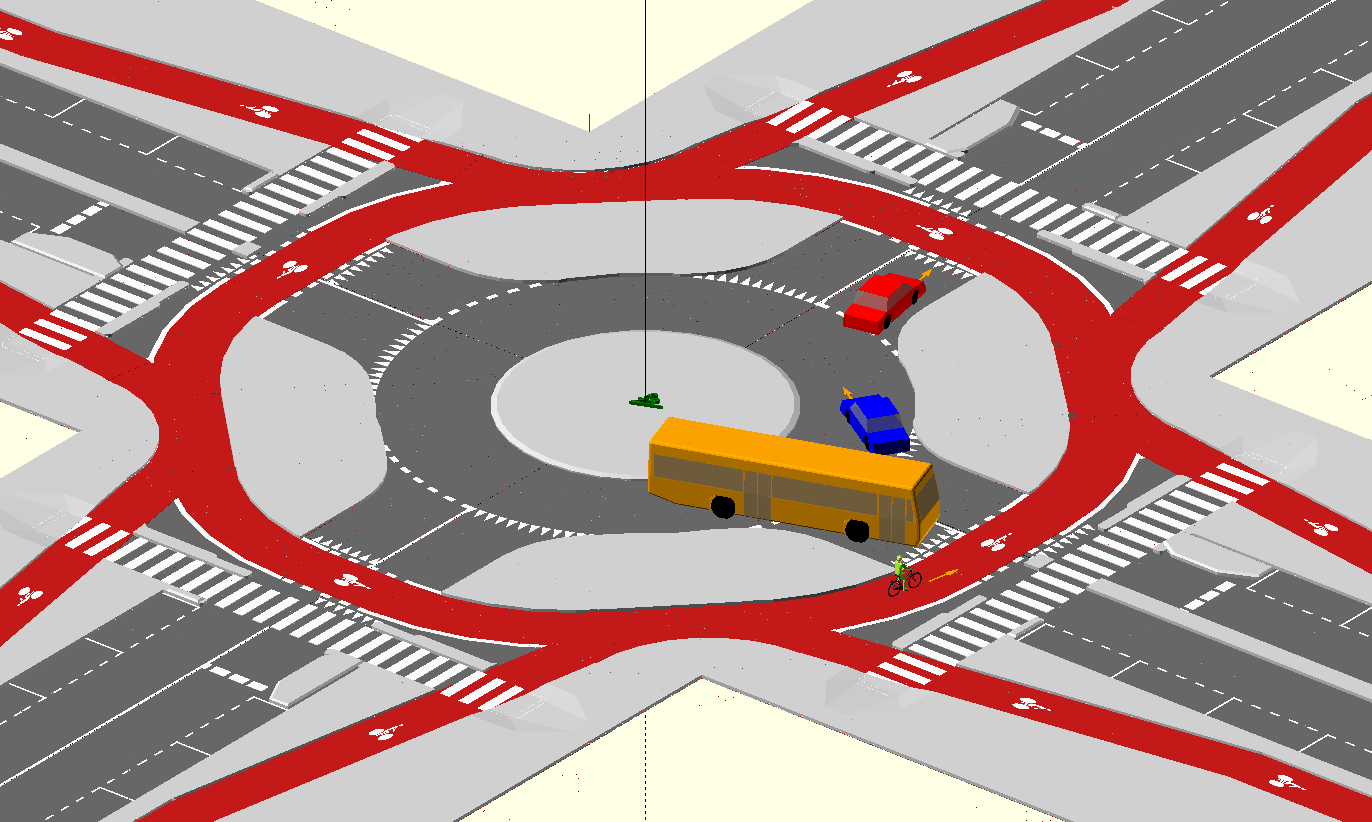
Intersección protegida

Los ingenieros de transporte en bicicleta también participan en la mejora de intersecciones/cruces y semáforos.
Las líneas de detención avanzadas son un ejemplo de marcas viales en el espacio compartido de modo mixto como infraestructura ciclista.

## Legislación
En California se adoptaron por última vez en 1976 nuevas normas de diseño de carriles bici. Esos diseños fueron adaptados por la Association of American State Highway and Transportation Officials (AASHTO) para convertirse en la AASHTO Guide for Bicycle Facilities, que se sigue en EE. UU.